# 海事プレス社
株式会社海事プレス社（かいじぷれすしゃ、英：Kaiji Press Co., Ltd.）は、海運・造船・物流・クルーズ客船等の専門紙誌の発行を行う出版社。
報道、出版、インターネット配信のほか、セミナーや調査事業なども行っている。

## 主な出版物
- 日刊海事プレス ：海運業・造船業をはじめとした海事産業専門の経済新聞（業界紙）。日刊（土日祝は休刊）。紙版と、電子版「海事プレスOnline」がある。[2]
- Daily Cargo ：航空輸送・海上輸送・ロジスティクスについて報道する物流総合新聞。日刊（土日祝は休刊）。紙版と、電子版「Daily Cargo 電子版」がある。[3]
- Cruise ：クルーズ客船・船旅の専門雑誌。年3回発行。クルーズ総合サイト「WEB CRUISE」も運営。[4]
- compass ：海事産業の総合雑誌。隔月刊。
- 海運造船会社要覧 ：日本国内の海事関連企業約1000社の情報を収録した要覧。非上場企業やホームページ非開設企業も含む。
- KP DATA ：新造船データベース。季刊。紙版、電子データ版、オンライン版がある。

## 主催イベント
- SeaJapan国際会議：東京都内で隔年開催されている日本最大の国際海事展SeaJapanに合わせて開催しているセミナー。日本の海運業・造船業などのトップが登壇する。[5]
- バリシップ国際会議：愛媛県今治市で隔年開催されている国際海事展バリシップで、今治市海事都市交流員会などと主催しているセミナー。海運業・造船業・舶用機器メーカー・金融機関のトップによる講演やパネルディスカッションからなる。[6]
- シンガポールセミナー：シンガポールで開催しているセミナー。日系企業の現地法人トップなどが参加している。[7]

## 沿革
- 1956年6月：株式会社海事プレス社設立、「日刊海運造船速報」（現「日刊海事プレス」）創刊。
- 1962年5月：英文日刊紙「Daily Shipping & Shipbuilding Gazzete」創刊（後に「KAIJI PRESS」と改題、現在休刊）。
- 1979年11月：「日刊航空貿易」（現「Daily Cargo」）発刊。
- 1980年7月：新造船データ集「Kaiji Press Quarterly on Shipbuilding」（現「KP DATA」）創刊。
- 1982年1月：「季刊海事プレス」（現「compass」）創刊。
- 1984年1月：「季刊CARGO」（後に「月刊CARGOに移行」）創刊。
- 1984年4月：100％出資会社「株式会社海事プレスリサーチセンター （現株式会社ケイアールシー）設立。
- 1989年4月：客船クルーズ専門誌「Cruise」創刊
- 1991年7月：関西支局を開局
- 2009年4月：日刊航空貿易と月刊CARGOを統合し総合物流新聞「日刊CARGO」（現「Daily Cargo」）創刊。インターネット記事配信も開始。
- 2018年10月：「海運・造船会社要覧」を発行開始。
- 2019年10月：「海事プレスOnline」によるインターネット記事配信を開始。